# Pyocyanin
Pyocyanin ist eine chemische Verbindung aus der Gruppe der Phenazinderivate.

## Geschichte
Im Jahr 1859 konnte der Pharmazeut Mathurin-Joseph Fordos das Pigment aus dem blau gefärbten Eiter bei langer Wundversorgung isolieren. Er prägte den Trivialnamen, zusammengesetzt aus den griechischen Wörtern für Eiter und Cyan. Zwei Jahrzehnte später (1882) konnte Carle Gessard zeigen, dass Pseudomonas aeruginosa diese Substanz bildet. Die Struktur des Pyocyanin als 5-N-Methyl-1-Hydroxyphenaziniumbetain konnte im Jahr 1938 aufgeklärt werden.

## Vorkommen
Pyocyanin kommt natürlich im Gram-negativen Bakterium Pseudomonas aeruginosa vor. Es dient vermutlich als respiratorisches Pigment und Virulenzfaktor zur Erzeugung reaktiver Sauerstoffspezies.

## Verwendung
Pyocyanin ist ein antibakterieller Farbstoff. Aufgrund seiner reduktiven Eigenschaften erzeugt Pyocyanin oxidativen Stress in Bakterien und Säugetierzellen.